# Bierjunge
Als Bierjunge (auch Bierskandal, Bierduell, Biermensur oder Trinkmensur; in der Schweiz auch Jünger genannt) bezeichnet man einen studentischen Brauch des kompetitiven Trinkens von Bier, wie er heute noch in Studentenverbindungen gepflegt wird.

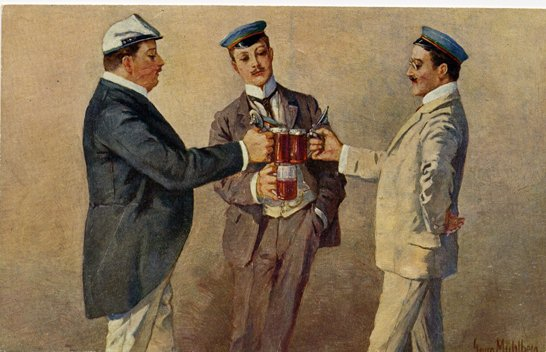
Bierduell von Georg Mühlberg (1863–1925): links und rechts stehen die Kontrahenten, in der Mitte der Unparteiische

## Historisches
Der Ausdruck „Bierjunge“ entstand in der ersten Hälfte des 19. Jahrhunderts, als die Corps in ihren Senioren-Conventen (SC) schriftlich die Regeln des studentischen Zusammenlebens in SC-Comments festlegten. Hier waren auch alle Fragen der Satisfaktion und des studentischen Duells geregelt. Sogar die Schwere von Beleidigungen war genau festgesetzt und wie man auf sie zu reagieren hatte, bisweilen auch mit der blanken Waffe. Als leichteste Beleidigung galt in den meisten Fällen der Ausdruck „Du bist ein dummer Junge!“

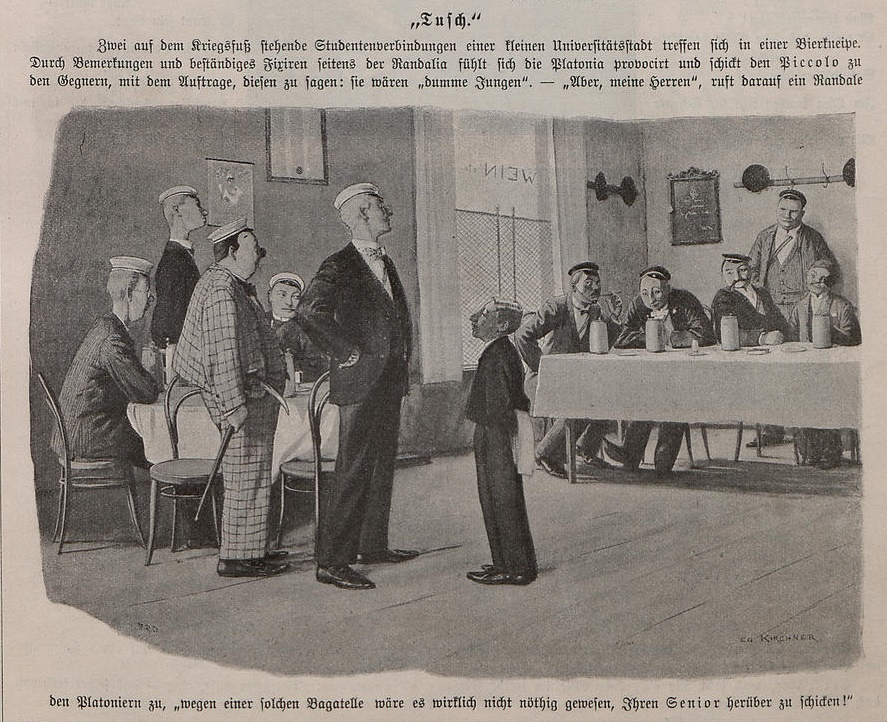
Ein Tusch (studentische Beleidigung), dargestellt in Fliegende Blätter, 1894

Als sich im Laufe der Zeit die Überzeugung bildete, dass ein Student auf jeden Fall seine Ehre zumindest einmal mit der blanken Waffe verteidigt haben müsse, auch wenn er nicht in Streitfälle verwickelt wurde, bildete sich eine Standardbeleidigung heraus, die nicht mehr als Angriff auf die Ehre betrachtet wurde, sondern nur noch als Aufforderung zum Fechten. Diese Standardbeleidigung war der „dumme Junge“.
Am Biertisch wurden bald die Regeln und Formalismen der Comments parodiert. Aus dem SC-Comment wurde der Bier-Comment, aus dem „Ehrengericht“ das „Biergericht“, statt in den „SC-Verruf“ oder „Verschiss“ kam man in den „Bierverschiss“, aus der Mensur wurde die „Biermensur“, der „dumme Junge“ wurde zum „Bierjungen“.
Im Laufe der Zeit übernahmen auch andere Korporationen den Brauch als Parodie auf die Gepflogenheiten der Corpsstudenten. Diese pflegen die Biermensur normalerweise noch deutlich unernster.
Gustav Schwabs damals bekanntes „Gewitterlied“ wurde von Kurt Luch umgedichtet. In der 2. Strophe des „Syphon“ heißt es:
Leibfuchs spricht: Morgen ist

Frühschoppentag,

Wie ich da wieder saufen mag,

Wie will ich spinnen und trinken Rest,

Das Bierjungetrinken ist mir ein Fest –

Dem Bierjungen, dem bin ich hold –

Hört ihr’s, wie der Syphon grollt?
Solche Einzelgesänge wurden durch sogenannte Bummellieder unterbrochen, die der Senior anstimmte:
Unserm alten Hause, unserm alten Hause

Ist ein Schißmalheur passiert.
Oder:
Saufen ist das allerbest

Schon zu Christi Zeit gewest.
Bekannt war die Königsberger Bier-Routine, der Saufcomment in Albertinas Burschenbrauch von 1824. Friedrich Nietzsche, Burschenschafter in Bonn, verabscheute den „Biermaterialismus“ seiner Kommilitonen.

## Ausführung
Der Stellenwert des Bierjungen unterscheidet sich bei den unterschiedlichen Verbindungstypen. Corpsstudenten pflegen im Gegensatz zu anderen Studentenverbindungen eine vereinfachte Praxis, die sich mittlerweile immer weiter ausbreitet. So ist es undenkbar, dass ein Jüngerer oder gar ein Fuchs dem Älteren einen Bierjungen anträgt. Für Corpsstudenten ist der Bierjunge Ausdruck von Wertschätzung.

### Rituelle Austragung
Wird ein Verbindungsstudent mit dem Wort „Bierjunge“ zu einem solchen gefordert, erwidert er mit dem Wort „hängt“ oder "sitzt!", um anzuzeigen, dass er annimmt. Vor allem Schweizer Studentenverbindungen haben noch den Trinkzwang. Die maximale Zeit zum Erledigen des Bierjungens beträgt fünf Bierminuten. Der Bierjunge wird in unterschiedlichen Varianten ausgetragen, so zum Beispiel – je nach Wahl – in An- oder Abwesenheit eines Unparteiischen oder Biergerichts. Diese Entscheidungsinstanz kann weitere Siegbedingungen festlegen, zum Beispiel „Fünf freundliche Worte an den Kontrahenten nach dem Absetzen.“ Zuweilen wird auch vor dem Trinken ein Zweizeiler verlangt. Obligat ist Prostsagen. Oft werden auch Sekundanten hinzugezogen. Sieger ist, wer sein Gefäß als erster vollends austrinkt und senkrecht abgesetzt hat. Bei knappen Entscheidungen wird die sogenannte Nagelprobe herangezogen, welche die Menge des verschütteten Bieres und der Reste im Bierglas bewertet. Ist immer noch keine Entscheidung möglich, kann ein weiterer Bierjunge zur Entscheidung festgelegt werden.

„Der dümmste Leim, auf den man kriecht, ist ein betrunk´nes Biergericht.“

### Vereinfachte Ausführung
Nach dem „Kieler Comment“ wird beim Bierjungen auf einen Unparteiischen, Sekundanten und rituelle Ausführung verzichtet. Das Anstoßen gilt hierbei als Startsignal. In dieser vereinfachten Variante folgt auf das Hängen eines Bierjungen auch oft als Replik „hängt doppelt“, „hängt vierfach“ usw. Dabei sollte die Anzahl der Biere stets verdoppelt werden, ein „hängt dreifach“ gilt als „buxig“. In dieser vereinfachten Version fassen die Gläser 0,2 oder 0,3 Liter. Es können aber auch größere Gläser bis hin zu Karaffen, Kannen etc. verwendet werden, insb. der sogenannte „Octopott“. Außerdem kann ein Bierjunge "auf Spiel" ausgeführt werden, in diesem Fall muss der Verlierer die vorher bestimmte Anzahl an Gemäßen gleichsam als Strafe nochmals trinken. 
Neben Bierjungen gibt es auch Weinlümmel, Sektmädel und alle möglichen anderen Arten von -lümmel/-mädel, die sich nach persönlicher Präferenz richten. Dabei ist es nicht zwingend erforderlich, dass für den Wettstreit etwas Trinkbares verwendet wird. Grundsätzlich werden alle in den Wettstreitigkeiten verwendeten Speisen und Getränke außer Bier mit der Endung „-lümmel“ tituliert.
Eine weitere Abwandlung des einfachen Bierjungen ist der Generalbierjunge; hier wird en gros eine unbestimmte Anzahl von Gegnern, zumeist die gesamten anwesenden Mitglieder einer fremden Verbindung, zum Bierjungen aufgefordert. Die Aufgeforderten können mit einem „hängt“ jeweils einzeln annehmen; ein „hängt doppelt“ ist in diesem Fall nicht üblich.

### Überstürzen
Wie im Kieler Comment dargelegt, kann ein einfacher Bierjunge statt mit der Antwort „hängt“ angenommen mit der Erwiderung „hängt doppelt“ (bei einigen Verbindungen „Pabst“) überstürzt werden. Der Vorherige, welcher den Bierjungen angetragen hat, kann nun wieder mit einem „hängt vierfach“ überstürzen.

## Stafette

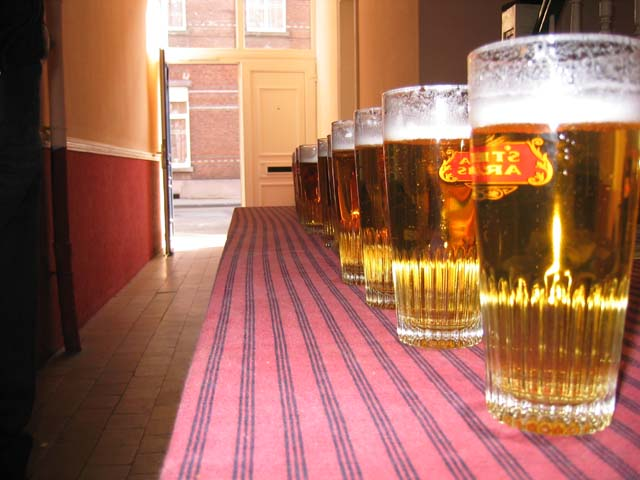
Stafette

Zu mehr oder weniger besonderen Anlässen trinken Mitglieder von Studentenverbindungen, aber auch von Schülerverbindungen so genannte Stafetten, die Mannschaftsversion des Bierjungen.
Bei einer Stafette stellen sich jeweils zwei (möglichst gleich starke) Gruppen gegenüber auf und trinken der Reihe nach ihr Bier „auf ex“, also in einem Zug aus. Sobald das Glas des gerade Trinkenden den Tisch berührt, nimmt der nächste der Stafette sein Glas in die Hand und trinkt dieses. Das letzte „Glied“ einer Stafette ruft nach dem Absetzen „durch“. Wenn beide Gruppen gleich schnell sind (a tempo ital. „gleichzeitig“), sollte die Stafette wiederholt werden.
Vor einer Stafette wird auf beiden Seiten wie beim Appell  „durchgezählt“. Der letzte fügt noch ein „Durch!“ an.
Seit den 1970er Jahren ermöglicht die Telekommunikation die Telefonstafette. Hier trinken zwei Gruppen in verschiedenen Städten gegeneinander, wobei die Ansage „durch“ per Telefon übermittelt wird. Spontane Überprüfungen des angezweifelten Ausgangs schließen sich ad hoc oft an. Auf diese Weise pflegen manche befreundete Verbindungen ihre Beziehungen.
Eine Neuerung des Internetzeitalters ist die Videostafette, bei der über Instant Messaging (z. B. Skype) eine Überprüfung des Ausganges möglich ist. Im Jahr 2014 breitete sich über Facebook das an den Brauch angelehnte Trinkspiel Biernominierung aus.